# 奥弗涅地区圣索夫
奥弗涅地区圣索夫（法語：Saint-Sauves-d'Auvergne，法語發音：[sɛ̃ sov dovɛʁɲ]），或纯音译作圣索沃多韦尔涅，是法国多姆山省的一个市镇，位于该省西南部，属于伊苏瓦尔区。该市镇总面积49.86平方公里，2009年时的人口为1151人。

## 人口
奥弗涅地区圣索夫人口变化图示